# Charlotte Sohy
Charlotte Sohy, née le 7 juillet 1887 à Paris et morte le 19 décembre 1955 dans la même ville, est une compositrice française. Elle est connue sous les pseudonymes Charles Sohy, Louis Rivière et Claude Vincent.

## Biographie

### Enfance et formation
Charlotte Marie Louise Durey naît le 7 juillet 1887 au 17, rue Le Brun à Paris,. Elle est la cousine du futur compositeur du groupe des Six, Louis Durey. 
Fille d'industriel, enfant précoce, elle reçoit une éducation riche et complète, y compris musicale auprès de Georges Marty pour le piano et l'harmonie. Introduite très tôt dans le milieu musical, elle est l'amie de Nadia Boulanger et de Mel Bonis. Elle se perfectionne à la Schola Cantorum, où elle est élève d'Alexandre Guilmant puis de Louis Vierne à l'orgue, et de Vincent d'Indy en écriture et composition. 
C'est au sein de cet établissement qu'elle rencontre le compositeur Marcel Labey, qu'elle épouse le 12 juin 1909 et avec lequel elle a sept enfants. Ils organisent, dans leur appartement du 24 rue Greuze, des séances de musique auxquelles sont conviés des personnalités du monde des arts comme Marguerite de Saint-Marceaux. 

### Carrière de compositrice
Charlotte Sohy écrit le livret du drame lyrique de son mari Bérengère, publié en 1912 sous le nom de Charles Sohy, qu'elle emprunte à son grand-père maternel. 
Comme compositrice, Charlotte Sohy est l'auteur de messes, de mélodies, de pièces pour piano, de trios, de quatuors à cordes, ainsi que d'une symphonie et d'un drame lyrique, L'Esclave couronnée,, composé entre 1917 et 1921, démontrant sa parfaite connaissance des grands ensembles et son appartenance au cercle de Vincent d'Indy, dans lequel le principe wagnérien du leitmotiv illustre le combat de ses héros, créé à Mulhouse en 1947 sous la direction d'Ernest Bour avec la contralto Denise Scharley dans le rôle-titre et repris dans les émissions lyriques de la Radio. Elle signe ses œuvres à la chaleureuse sincérité Sohy,, Charlotte Sohy, Charles Sohy, Ch. Sohy ou Charlotte Sohy-Labey mais encore sous d'autres pseudonymes, Louis Rivière ou Claude Vincent.
Elle écrit aussi des pièces de théâtre et un roman. Sa formation littéraire imprègne son langage musical, d'une grande puissance dramatique et d'une prosodie sans faille dans ses œuvres lyriques. Son style expressif se rattache au néoromantisme. Sa musique est jouée par Paul Dukas, Maurice Ravel ou encore Gabriel Fauré dans le salon de Marguerite de Saint-Marceaux où son mari et elle sont des habitués des vendredi musicaux, lui depuis 1908, elle, se joignant à lui, à partir de 1913. Bien qu'elle signe ses œuvres de pseudonymes dissimulant sa féminité, la musique de Charlotte Sohy est de moins en moins programmée après la Première Guerre mondiale du fait de la misogynie ayant gagné le milieu artistique à partir de 1914 et de la publication par Jean Cocteau en 1918 de son manifeste contre le debussysme et le wagnérisme. 

### Fin de vie
Charlotte Sohy meurt à Paris le 19 décembre 1955 à l'âge de 68 ans. Ses mémoires, inédits, sont cités par Myriam Chimènes dans sa publication en 2007 du journal (1894-1927) de Marguerite de Saint-Marceaux. Dans le tableau des principales compositrices ayant exercé en France au XIXe siècle établi par Florence Launay, sa durée de vie et sa période d'activité créatrice s'insèrent entre celles de Lili et Nadia Boulanger, dont elle est contemporaine. Elle fait partie de la vingtaine de compositrices qui, entre 1789 et 1914, ont atteint le statut professionnel, bénéficiant du respect de leurs pairs, de l'accès aux institutions musicales et d'un succès public.

## Postérité
Après sa mort, ses œuvres ne sont pas éditées ou enregistrées. Il faut attendre 1974 pour que son petit-fils François-Henry Labey, musicien de formation, soit désigné par ses tantes et oncles comme ayant-droit auprès de la SACEM, et commence à faire l'inventaire des manuscrits de sa grand-mère.
Ayant d'abord pour projet le recensement des œuvres de son grand-père Marcel Labey, mari de Charlotte Sohy, il se convainc finalement du grand intérêt de la musique de cette dernière, et saisit progressivement toutes les partitions sur ordinateur.
Apprenant l'existence de la symphonie « Grande Guerre », la cheffe Debora Waldman lui demande le matériel d'orchestre ; deux ans de travail leur sont nécessaires pour réviser ce matériel, avec l'aide de François-Marie Drieux, violon solo invité de l'orchestre. La journaliste Pauline Sommelet et Debora Waldman relatent cette découverte dans La Symphonie oubliée, ouvrage publié en 2021 par les éditions Robert Laffont,.
La symphonie est créée à Besançon le 6 juin 2019, un siècle après sa composition, par l'Orchestre Victor-Hugo Franche-Comté sous la direction de Debora Waldman,. 
Le 22 avril 2022 un coffret de 3 CD sort sur le label La boîte à pépites de l'association Elles Women Composers, créée en 2020. On y trouve 13 des opus de Charlotte Sohy, notamment les quatuors à cordes, le trio pour violon, violoncelle et piano, et le triptyque champêtre pour flûte, violon, alto, violoncelle et harpe.

## Œuvres
Le catalogue de Charlotte Sohy, édité par Présence Compositrices, compte trente-cinq numéros d'opus,:

### Musique vocale
- Berceuse triste, op. 1, pour soprano et piano, texte de Charlotte Sohy (1905)
- Chants de la Lande, op. 4, pour mezzo-soprano et piano, texte de Charlotte Sohy (1908)
- Trois chants nostalgiques, op. 7, pour mezzo-soprano et piano (ou ensemble ou orchestre), textes de Cyprien Halgan (1910)
- Poème, op. 8, pour contralto, baryton, chœur et orchestre (1911), créé par Claire Croiza et Morel, sous la direction de Marcel Labey, le 24 mai 1913 à la Société nationale de musique[24], salle Gaveau[25]
- Les quatre rencontres de Bouddha, op. 9, légende musicale pour quatuor vocal, flûte, clarinette, quatuor à cordes, harpe et piano, texte de Louis Rivière (1912-1913)
- L'Esclave couronnée, op. 12, drame lyrique en trois actes et un prologue, texte de Charlotte Sohy d'après Astrid de Selma Lagerlöf (1917-1921), créé à Mulhouse en 1947[9] sous la direction d'Ernest Bour[8] avec la contralto Denise Scharley dans le rôle-titre[4]
- Deux poèmes chantés, op. 17, pour baryton (ou mezzo-soprano) et piano (ou orchestre), poèmes de Camille Mauclair (1922)
- Méditations, op. 18, pour soprano et piano, textes de Charlotte Sohy (1922)
- Messe sur des cantiques bretons, op. 32, pour quatre voix mixtes , deux violons, violoncelle et orgue (1945)

### Musique chorale
- Adoro te, op. 2, pour chœur SATB (1906)
- Les Mains lentes, op. 16, pour chœur de femmes à trois voix et piano (1921), texte de Camille Mauclair
- Deux chœurs, op. 20, textes de Victor Hugo et Eugène Le Mouël (1923)
- Messe, op. 22, pour trois voix et orgue (1930)
- Conseils à la mariée, op. 26, pour trois voix de femmes et piano (1938)
- Conseils à la bergère, op. 27, pour chœur d'hommes à quatre voix (1939)
- Messe a cappella, op. 31, pour chœur SATB (1944)
- Cantique à Sainte Claire, op. 35, pour trois voix de femmes et orgue, texte de Charlotte Sohy (1953)

### Musique symphonique
- Symphonie en ut dièse mineur, « Grande Guerre », op. 10 (1914-1917), créée à Besançon le 6 juin 2019 par l'Orchestre Victor-Hugo Franche-Comté sous la direction de Debora Waldman[19], donnée le 1er juillet 2021 par l'Orchestre national de France dirigé par Debora Waldman[26]
- Thème varié, op. 15, pour violon et orchestre (1921) joué aux Concerts Lamoureux, à la Société nationale de musique et par les formations régionales[10]
- Danse mystique, op. 19, poème symphonique (1922), créé le 14 janvier 1923 aux Concerts Lamoureux dirigés par Camille Chevillard[11]
- Histoire sentimentale, op. 34, projet de musique de film (1952)

### Musique de chambre
- Prélude, op. 5, pour violon et piano (1909)
- Petite suite, op. 13, pour violon, violoncelle et piano (1921)
- Thème varié, op. 15, pour violon et piano  (1921)
- Triptyque champêtre, op. 21, pour flûte, violon, alto, violoncelle et harpe (1925)
- Octobre, op. 23 no 1, pour ensemble de violoncelles à l'unisson et piano (1931)
- Sérénade ironique, op. 23 no 2, pour huit violoncelles (1931)
- Trio, op. 24, pour violon, violoncelle et piano (1931)
- Quatuor à cordes no 1, op. 25 (1933)
- Quatuor à cordes no 2, op. 33 (1945-1947)

### Musique pour piano
- Fantaisie, op. 3 (1907)
- Sonate, op. 6 (1909-1910), créée salle Pleyel le 9 avril 1910 à la Société nationale de musique[25]
- Deux pièces, op. 11, pour piano à quatre mains (1919)
- Six pièces, op. 14 (1921)
- Tambourins, op. 29 (1943)
- Quatre pièces romantiques, op. 30 (1944)